# Mean Business
„Mean Business“ е студиен албум на британската група The Firm, издаден на 2 април 1986 г. от Атлантик Рекърдс. Повтарянето на успешната блус формула от първия албум вече не води до комерсиален успех.
„Live in Peace“ е от първия солов проект на вокала Пол Роджърс „Cut Loose“ (1983). Разликата между двете версии е, че Крис Слейд свири на барабаните по-бавно в края и Джими Пейдж добавя по-блус звучене в края на песента.
Заглавието на албума е с двояко значение: от една страна показва, че музиката е труден бизнес, а от друга, че групата сериозно се е захванала с него („The Firm mean business“). Поради слабия финансов успех и отрицателната критика групата се разпада месец след излизането на албума.
„Mean Business“ достига 22-ро място в класацията на Билборд за поп албуми.

## Състав
- Пол Роджърс – вокал, акустична и електрическа китара
- Джими Пейдж – акустична и електрическа китара
- Тони Фрнаклин – бас, клавишни, синтезатор
- Крис Слейд – барабани, перкусия, беквокали

|  | Тази страница частично или изцяло представлява превод на страницата Mean Business в Уикипедия на английски. Оригиналният текст, както и този превод, са защитени от Лиценза „Криейтив Комънс – Признание – Споделяне на споделеното“, а за съдържание, създадено преди юни 2009 година – от Лиценза за свободна документация на ГНУ. Прегледайте историята на редакциите на оригиналната страница, както и на преводната страница, за да видите списъка на съавторите. ВАЖНО: Този шаблон се отнася единствено до авторските права върху съдържанието на статията. Добавянето му не отменя изискването да се посочват конкретни източници на твърденията, които да бъдат благонадеждни. |